# Fabricio Vay
Fabricio Vay (Jesús María, Córdoba, 26 de marzo de 1986) es un exjugador de básquetbol argentino nacionalizado austriaco que actuaba habitualmente en la posición de ala-pívot. 

## Trayectoria
Vay pasó por las canteras de Independiente de Neuquén, Alianza Jesús María e Instituto, antes de ser reclutado por Atenas. Sin embargo no llegó a debutar con el equipo profesional, pues en 2003 dejó su país para sumarse a las filas del Pamesa Valencia. El club lo cedió, primero, al Pamesa Valencia Torrent de la Liga EBA, y, al año siguiente, al Pamesa Castellón de la LEB-2. Entre ambas experiencias pudo jugar dos partidos en la Liga ACB defendiendo los colores del Pamesa Valencia: uno ante el Jabones Pardo Fuenlabrada en marzo de 2003 y otro ante el Forum Valladolid en mayo de 2004. 
Tras desvincularse de los valencianos se mudó a Italia, fichado por el Basket Rimini Crabs de la Legadue. De todos modos, dado el cambio de reglamentación con respecto a jugadores extranjeros que se produjo en el país, Vay no pudo jugar ni un partido allí. A raíz de ello, en noviembre de 2005, arribó a los Traiskirchen Lions de la Bundesliga austriaca. En su nuevo club jugó durante un año, disputando 51 partidos en total.
En 2006 retornó a España como jugador del Girona de la Liga ACB, pero terminó cedido al CB Vic en la LEB-2. Su equipo terminaría en la 4.° colocación del certamen. 
Vay participó de la Liga de Verano de la ULEB de junio de 2007 con el Maccabi Tel Aviv. En noviembre de ese año, sin embargo, fue seleccionado en la sexta ronda del Draft de la NBA Development League por Iowa Energy, convirtiéndose así en el primer argentino en jugar en esa liga. Disputó 39 partidos, promediando 3.8	puntos y 1.5 rebotes por encuentro. 
Para la siguiente temporada retornó a Europa con la esperanza de firmar con el Trenkwalder Reggio Emilia de la Legadue de Italia, pero terminó recontratado por los Traiskirchen Lions. Luego jugó para el PVSK Panthers de la Nemzeti Bajnokság I/A de Hungría y, en marzo de 2010, hizo su debut en la Liga Nacional de Básquet de Argentina como jugador de Libertad de Sunchales. De todos modos no pudo consolidarse en su país natal, por lo que emprendió su regreso a Austria.  
En el primer semestre de 2012 intentó nuevamente instalarse en su país, esta vez como jugador de Sionista (fue seleccionado como reemplazo de Juan Manuel Locatelli). Pese a que su actuación no fue muy destacada, aun así recibió una oferta de Gimnasia y Esgrima de Comodoro Rivadavia -antes de ello jugó en la fase de playoffs del Championnat LNA en SAV Vacallo Basket, a la sazón dirigido por Rodrigo Pastore.
En 2013 retornó a Austria, y, a partir de entonces, se consolidó como una de las figuras más destacadas de la Bundesliga. Entre 2018 y 2021 jugó en el Basket Flames, un equipo de la Basketball Zweite Liga, la segunda categoría del baloncesto profesional austriaco. 

### Clubes
| Club                    | País           | Año         |
| ----------------------- | -------------- | ----------- |
| Pamesa Valencia         | España         | 2003        |
| Pamesa Valencia Torrent | España         | 2003 - 2004 |
| Pamesa Valencia         | España         | 2004        |
| Pamesa Castellón        | España         | 2004 - 2005 |
| Traiskirchen Lions      | Austria        | 2005 - 2006 |
| CB Vic                  | España         | 2006 - 2007 |
| Iowa Energy             | Estados Unidos | 2007 - 2008 |
| Traiskirchen Lions      | Austria        | 2008 - 2009 |
| PVSK Panthers           | Hungría        | 2009 - 2010 |
| Libertad de Sunchales   | Argentina      | 2010        |
| Traiskirchen Lions      | Austria        | 2010 - 2011 |
| Sionista                | Argentina      | 2012        |
| SAV Vacallo Basket      | Suiza          | 2012        |
| Gimnasia y Esgrima      | Argentina      | 2012        |
| SAV Vacallo Basket      | Suiza          | 2013        |
| Traiskirchen Lions      | Austria        | 2013 - 2017 |
| BK Klosterneuburg       | Austria        | 2017 - 2018 |
| Basket Flames           | Austria        | 2018 - 2021 |
| Traiskirchen Lions      | Austria        | 2022 - 2024 |

## Selección nacional

### Argentina
Vay fue miembro de los seleccionados juveniles de baloncesto de Argentina, llegando a integrar el plantel que fue subcampeón del Torneo Albert Schweitzer de 2004 y el que terminó 6.° en el Campeonato Mundial de Baloncesto Sub-21 Masculino de 2005.
En 2009 actuó junto a la selección absoluta en una serie de partidos amistosos.

### Austria
En 2021 el jugador se nacionalizó austriaco para poder sumarse a la selección de baloncesto 3x3 de Austria, con el objetivo de disputar el Torneo Preolímpico Masculino 3x3 FIBA 2020 y lograr la clasificación al evento internacional. Al fallar en su misión, dejó el equipo para convertirse en entrenador del seleccionado de baloncesto 3x3 de Austria Sub-17.